# Лукас Калабрезе
Лукас Калабрезе  (ісп. Lucas Calabrese, 12 грудня 1986) — аргентинський яхтсмен, олімпієць.

## Виступи на Олімпіадах
| Олімпіада   | Дисципліна | Місце |
| ----------- | ---------- | ----- |
| Лондон 2012 | Клас 470   | 3     |